# Ninguta
Ninguta is een geslacht van vlinders uit de familie van de Nymphalidae, uit de onderfamilie van de Satyrinae. Dit geslacht is voor het eerst wetenschappelijk beschreven door Frederic Moore in een publicatie uit 1892. 
Dit geslacht is monotypisch, dat wil zeggen dat het maar één soort heeft namelijk Ninguta schrenckii uit Noordoost-Azië.